# Heliopora
Heliopora es el único género de corales del orden Helioporacea, de la clase Anthozoa.
Este género actualmente es monoespecífico, contando con Heliopora coerulea (Pallas, 1766) como única especie existente, el "coral azul".
En los periodos de aguas templadas del océano Tetis, la familia Helioporidae era de las más dominantes, sobreviviendo tan sólo a las glaciaciones la única especie actual Heliopora coerulea.